# Giuseppe Porsile
Giuseppe Porsile (psáno také jako Porsile, Borsile, Borsilli, Persile, Porcile, Porsille, Porzille) (5. května 1680, Neapol - 29. května 1750, Vídeň) byl italský hudební skladatel, představitel neapolské operní školy.

## Život
Giuseppe Porsile pocházel z hudební rodiny. Jeho otec, Carlo Porsile, byl např. autorem opery Nerone, která byla uvedena v Neapoli roku 1686.
Jeho učitelem na konzervatoři Conservatorio dei Poveri di Gesu Cristo v Neapoli byl mj. Gennaro Ursino. Po studiu byl jmenován zástupcem hlavního kapelníka ve Španělské kapli v Neapoli. V roce 1695 byl králem Karlem II. povolán do Španělska, aby organizoval hudební život v Barceloně. Zůstal zde i za vlády jeho nástupce Karla III., rakouského uchazeče o španělský trůn. Sloužil rovněž jako učitel zpěvu jeho manželky Alžběty Kristýny. Do jaké míry byl aktivní i jako učitel a skladatel v Neapoli před rokem 1713 není příliš jasné. Skutečností však je, že zde byla v roce 1707 uvedena jeho raná opera Il ritorno di Ulisse (Odysseův návrat). Ve válkách o španělské dědictví se Karlu III. získat definitivně španělský trůn nepodařilo, nicméně byl v roce 1711 jmenován Karlem VI., císařem Svaté říše římské. Porsile ho následoval do Vídně v roce 1713.
Porsile se ihned po příjezdu do Vídně stal učitelem zpěvu císařovny vdovy Amálie Vilemíny . Na počest jejích narozenin a jmenin zkomponoval nejméně tři dramatická díla. Narozeninovou kantátu z roku 1717 před celou císařskou rodinou provedly její dcery arcivévodkyně Marie Josefa Bavorská a Marie Amálie Habsburská.
Počátek jeho pobytu ve Vídni provázely finanční problémy. Slibovaný plat mu údajně nebyl vyplácen. Obrátil se se stížností na císaře a vzápětí se mu dostalo jmenování dvorním skladatelem s platem 1440 florinů. Ve funkci nahradil Gregoria Genuesi.
Ve Vídni prožil Porsile svá nejplodnější léta. V letech 1717 až 1737 vytvořil pro habsburský dvůr nejméně 21 světských dramatických děl a 13 oratorií. Jen několik prací bylo provedeno mimo Vídeň, nejčastěji v Praze. Pro korunovaci Karla VI. a jeho manželky Alžběty českým králem a královnou zkomponoval korunovační operu Il giorno felice, která byla uvedena v Praze roku 1723.
V roce 1726 zkomponoval Porsile kantátu Il giorno natalizio di Giove, která byla provedena v paláci francouzského velvyslance na počest narozenin francouzského krále Ludvíka XV. V témže roce zkomponaval na počest Ludvíka XV. kantátu i další dvorní skladatel Francesco Conti. Tato mimořádná zdvořilost byla patrně součástí plánu rakouského císaře na zlepšení vztahů z Francií. V předchozím roce se totiž navíc konal sňatek Ludvíka XV. s polskou princeznou Marií Leszczyńskou (5. září 1725).
V letech 1725 až 1727 byl Porsile aktivním členem Společnosti sv. Cecilie ve Vídni jejímiž děkany byli skladatelé Johann Joseph Fux a Antonio Caldara. Po smrti Karla VI. byl skladateli sice snížen plat na 1200 florinů, ale zůstal v přízni habsburského dvora. 1. dubna 1749 byl pensionován, ale obdržel doživotní rentu.
Porsile byl dobře znám i v Praze. V roce 1723 měla v Praze premiéru jeho opera Il giorno felice a v roce 1729 se zde dokonce angažoval ve sporu mezi Matteo Luchinim a sopranistkou Margheritou Gualandi, zpěváky Šporkovy opery v Praze. Gualandi opustila Prahu před koncem operní sezóny aniž by zaplatila autorský honorář za 12 árií.

## Význam
Pro jeho dílo jsou charakteristické expresivní árie. Nekladl důraz na koloraturní ozdoby, ale spíše na harmonické provedení a výraznou úlohu kontrapunktu. Oratoria obsahují vynikající chorály komponované v době, kdy již komponování chorálů bylo na ústupu. Příležitostně užíval i instrumentálních efektů, jako jsou trombonová sóla, koncertantní flétnový part, či časté obligátní violoncello.
Byl silně ovlivněn svými vídeňskými kolegy Fuxem a Caldarou, obdivoval Johanna Adolfa Hasse, nicméně zůstal věrný tradicím severoitalské hudby a principům neapolské barokní opery. Nesporný je jeho význam pro rozvoj předklasického hudebního stylu ve Vídni.

## Dílo

### Jevištní díla
- Il ritorno di Ulisse in Patria (lib. Giovanni Andrea Moniglia, 1707, Neapol, Teatro di Fiorentini);
- Il Giorno natalizio dell’imperatrice Amalia Wilhelmina (lib. Pietro Pariati; Vídeň, 1717);
- La Virtù festeggiata (lib. Pietro Pariati; Vídeň, 1717);
- Alceste (lib Pietro Pariati; Vídeň, 1718);
- Meride e Selinunte (lib. Apostolo Zeno; Vídeň, 1721);
- Il tempo fermato (1721, Vídeň)
- La Virtù e la Bellezza in lega (1722 Vídeň, Großes Hoftheater)
- Il giorno felice (lib. Pietro Pariati, 1723, Praha)
- Componimento a due voci (1725 Vídeň, Favorita)
- Il giorno natalizio di Giove (lib. Giovanni Claudio Pasquini, 1726, Vídeň)
- Il Tempio di Giano, chiuso da Cesare Augusto (lib. Giovanni Claudio Pasquini, Vídeň, 1726);
- Spartaco (lib. Giovanni Claudio Pasquini; Vídeň, 1726);
- La clemenza di Cesare (1727, Vídeň, Favorita)
- Telesilla, festa teatrale (lib. Giovanni Claudio Pasquini; Vídeň, 1729);
- Scipione Africano, il maggiore (1730, Vídeň, Favorita)
- Dialogo tra il Decoro e la Placidezza (1732, Vídeň)
- Dialogo pastorale a cinque voci (1732, Vídeň, Favorita)
- Dialogo tra la Prudenza e la Vivacità (lib. Giovanni Claudio Pasquini, 1732, Vídeň)
- La Fama accresciuta dalla Virtù (1735, Vídeň)
- Sesostri, re d' Egitto, ovvero Le feste d'Iside (1737, Vídeň)
- Il giudizio rivocato (lib. Giovanni Claudio Pasquini), (1737, Vídeň)
- Psiche (nedatováno)

### Oratoria
- Sisara (lib Apostolo Zeno; Vienna, 1719);
- Tobia (lib. Apostolo Zeno; 1720);
- Il zelo di Nathan (lib. G. Velardi; 1721);
- L’anima immortale creata e redenta per il cielo (lib. B. Maddali; 1722);
- Il Trionfo di Giuditta (lib. B. Maddali; 1722);
- Assalone, nemico del padre amante (1726);
- L’esaltazione di Salomone (lib. B. Maddali; 1727);
- L’Udienza a Dio (lib. A. M. Lucchini; 1730);
- La madre de’ Maccabei (1737).

### Sakrální skladby
- Il sacrificio di Gefte (1724);
- Mosè liberato dal Nilo (1725);
- Due Re, Roboamo e Geroboamo (1731);
- Giuseppe riconosciuto (1733).

### Komorní skladby
- Il Tempo fermato (1721);
- Il Giorno Felice (1723);
- Componimento a due voci (1725);
- Dialogo pastorale a 5 voci (1732);